# Carpelimus sericeus
Carpelimus sericeus är en skalbaggsart som först beskrevs av Cameron 1923.  Carpelimus sericeus ingår i släktet Carpelimus och familjen kortvingar. Inga underarter finns listade i Catalogue of Life.